# Argentina Sono Film
Argentina Sono Film S.A.C.I. (Selección Mentasti Editor en el sello del logotipo) fue un estudio cinematográfico argentino, fundado en 1933. Actualmente funciona como productora y distribuidora de cine.

## Historia

### Primera década, nacimiento y ascenso
Luis José Moglia Barth, quien había dirigido algunas películas mudas, le propuso a don Ángel Mentasti, un importante comerciante de películas, la realización de un largometraje sonoro con tangos en la trama.
De esta propuesta nacía Argentina Sono Film. Esta primera película llevaría por título precisamente ¡Tango!. Se trata de una cabalgata musical, es decir, una sucesión de números musicales, en que intérpretes populares, que ya eran conocidos por el público, se lucían cantando y actuando. Para la película Mentasti contrató a Azucena Maizani, Luis Sandrini, Libertad Lamarque, Mercedes Simone, Tita Merello, Pepe Arias, Alberto Gómez, Alicia Vignoli, Meneca Tailhade y Juan Sarcione. También intervienen las orquestas de Juan de Dios Filiberto, Osvaldo Fresedo, Pedro Maffia, Edgardo Donato, Ernesto Ponzio y Juan D’Arienzo. Completa el elenco el bailarín Ovidio José Bianquet (El Cachafaz).
Así, ¡Tango! (1933) fue el primer largometraje de la Sono Film, y fue también el primero con sonido óptico del país. Algunos autores sugieren que otros filmes sonoros, usando la misma tecnología, ya estaban terminados antes de que se realizara Tango, pero el hecho cierto es que fue la primera en estrenarse. Luis José Moglia Barth dirigiría ese mismo año Dancing (1933) otra película musical sobre tangos, de la que no se cuenta con copias actualmente.
La tercera producción de ASF, también dirigida por Luis José Moglia Barth, será Riachuelo (1934), que terminaría de consagrar a Luis Sandrini como estrella del cine del momento.
Este y otros estrenos fueron material de exportación, llevados a España. Dirigió también para la Sono Film:
¡Goal! (1936), Amalia (1936), Melodías porteñas (1937), Melgarejo (1937), El último encuentro (1938), Senderos de fe (1938), Doce mujeres (1939), Una mujer de la calle (1939), Con el dedo en el gatillo (1940), Huella (1940), Confesión (1940).
Entre estas destacan Amalia, que fue la primera versión sonora de una importante novela argentina (de José Mármol), Melodías porteñas (que era otro musical tanguero), Con el dedo en el gatillo (un policial de género) y Huella (un filme de ambiente histórico rural).
Hacia 1935 más de un director debutaba en el sonoro realizando películas para ASF. Arturo S. Mom que solo había dirigido en 1930 un filme mudo, debutaba en el sonido dirigiendo Monte criollo (1935) un thriller, con trabajada fotografía de Francis Boeniger (quien también había iluminado Riachuelo y volvería a trabajar para la compañía) y escenografías art decó a cargo de Juan Manuel Concado (quien venía desempeñándose como director de arte desde los comienzos, en ¡Tango! y las que le siguieron). Volverá a dirigir para la compañía en 1936 la comedia Loco lindo.
También Mario Soffici dirigía El alma del bandoneón (1935), un melodrama musical, de tono tanguero, con Libertad Lamarque y Santiago Arrieta.
Más tarde volverá a dirigir para la ASF, durante los años treinta: Puerto Nuevo (1935), Cadetes de San Martín (1937), Viento Norte (1937), Kilómetro 111 (1938), El viejo doctor (1939) y Cita en la frontera (1940).
En sus primeros filmes no solo demostró un estilo poco común para su tiempo, sino que ya anticipaba también algunas de sus preocupaciones sociales, pero no será hasta dejar la Sono Film que se consagrará con Prisioneros de la tierra, película que no podría haber realizado en el marco del sistema de estudios.
Hacia 1936 hacía su aparición Luis César Amadori que dirigía junto a Mario Soffici, Puerto Nuevo. Amadori venía del teatro y era además crítico de espectáculos y compositor de tangos. Luego dirigiría numerosas producciones de la Sono como El pobre Pérez (1937), Maestro Levita (1938), Madreselva (1938), Caminito de gloria (1939) y El haragán de la familia (1940).
Todas sus películas del período consistieron en relatos fluidos e ingeniosos, comedias sentimentales y enredos de personajes en tramas de compleja resolución.
Sus relatos estaban inclinados hacia el costado social y en alguna medida crítico, con un retrato de personajes marginales que buscaban un lugar en la sociedad. Luego migraría hacia otro tipo de personajes, de otro estatus social, con otra clase de conflictos a resolver.
Luis César Amadori también estuvo encargado de dirigir el doblaje de varias películas animadas que la Disney encargó a Argentina Sono Film. Estuvo a cargo algunos años después, de dirigir el doblaje de Pinocho (1940), Fantasía (1941), Dumbo (1942) y Bambi (1943).
En 1940 Amadori se convertía en director de Argentina Sono Film, estudios de los que luego llegaría a poseer más del 50% de las acciones, hacia fines de los años cincuenta. Por su simpatía con el peronismo, se exilió en España en 1956 con la caída de la democracia.
Un caso muy curioso en la historia de la Sono Film, es el del director de fotografía John Alton. De nacionalidad húngara, Alton llegó a la Argentina de la mano de Enrique Telémaco Susini, para trabajar en los estudios Lumiton, sin embargo, luego de Los tres berretines Alton tuvo diferencias con el grupo y no trabajó más con ellos. Para la Sono trabajó junto a varios directores como Luis Moglia Barth, Sóficci y Amadori, incluyendo Amalia (1936), El pobre Pérez (1937) y Cadetes de San Martín (1937), entre otros. Hacia el final de la década, regresó a Hollywood donde se hizo famoso años más tarde por su trabajo en clásicos del film noir y ganó el Óscar por An American in Paris (1951) de Vincente Minnelli.
Luis Saslavsky trabajó para la Sono Film, fue convocado para dirigir a Libertad Lamarque en uno de los más recordados melodramas:
Puerta cerrada (1939), en este filme John Alton hizo la fotografía y, según algunas fuentes, participó de la dirección del filme. Saslavsky también dirigió a Pepe Arias, en El Loco Serenata (1939). Su estilo supo combinar un cine de entretenimiento con una búsqueda estética novedosa. 
En 1949 por presión del gobierno sobre los sellos para los cuales había trabajado Saslavsky, un conocido opositor peronista, no tuvo propuesta alguna para dirigir, por lo cual después de una gestión inútil de Daniel Tinayre ante Raúl Apold partió por 15 años al exilio. 
Luis Saslavsky junto a Alberto de Zavalía fundó SIFAL, una productora independiente que produjo dos filmes: Crimen a las tres (1934) y Escala en la ciudad (1935).
Alberto de Zavalía también trabajó para la Sono, dirigiendo Dama de compañía (1940) con Olinda Bozán, y La vida de Carlos Gardel (1939), un drama musical con Hugo del Carril como Carlos Gardel. Intelectual, culto y refinado se convirtió en uno de los realizadores esteticistas en los comienzos del cine sonoro. La temática de sus películas oscila entre lo histórico, lo popular, y algunas comedias, géneros que siempre realizó con dedicación y oficio.
Otro director que se desempeñó en el ámbito de ASF fue Orestes Caviglia quien había comenzado actuando, también para la Sono, bajo la dirección de Luis Moglia Barth, Sóffici y Amadori. En 1938 dirigió su primer filme, Con las alas rotas, con Mecha Ortiz y Ángel Magaña. Luego logró dirigir El matrero (1939) con Amelia Bence, todavía con la compañía y después dirigió otras películas sin mucho éxito. Durante el gobierno peronista tuvo que exiliarse. Retornó en 1956, pero solo volvió al cine como actor.
El chileno Carlos Borcosque fue convocado por la Sono en 1939 para dirigir Alas de mi patria, con Enrique Muiño y Delia Garcés, que según algunos autores constituyó la más importante y espectacular realización del cine argentino, al menos hasta los años ochenta. El famoso artista Raúl Soldi fue director de arte en esta producción, así como lo fue de la gran mayoría de los filmes de la Sono durante este período. También Alberto Etchebehere, director de fotografía, estuvo a cargo de la misma en este filme, así como en muchos otros de la productora, desde los comienzos, con ¡Tango!. Borcosque también dirigió ...Y mañana serán hombres, un drama de tono familiar de 1939.
En 1955 instaurada la dictadura autodenominada Revolución Libertadora Lucas y Atilio Mentasti, propietarios de Argentina Sono Films, fueron arrestados.

### Etapa Teleinde-Sonotex
A partir de los años 1970, las instalaciones fueron utilizadas para la producción televisiva. La empresa peruana Panamericana Televisión de la familia Delgado Parker, estrechamente vinculada con Goar Mestre, adquiere los estudios para crear en ellos una filial y coproducir telenovelas con su casa matriz en Perú. Allí se produjeron entre otras: Nino con Enzo Viena y Gloria María Ureta, Mi dulce enamorada con Regina Alcover y Guillermo Bredeston, Papá corazón con Andrea Del Boca y Norberto Suárez. A su vez en 1980, Mestre en sociedad con la familia Macri, estableció allí Televisión Independiente S.A. (Teleinde). Más tarde en 1990, el productor Raúl Lecouna se hizo cargo de la empresa, que pasó a llamarse Estudios Sonotex.
Durante la década de 1980 y de 1990, fueron realizadas en estos estudios diversas telenovelas como Amo y señor, El infiel, Amándote, Celeste, Antonella, Perla negra, Celeste siempre Celeste, Muñeca brava, etc. 
A fines de los años 1990 fueron adquiridos por Telefe, a quienes pertenecen actualmente. Desde 1994 gran parte de las producciones de dicho canal han sido grabadas o transmitidas desde estas dependencias. También se han realizado aquí varias ediciones de la versión argentina del reality show Gran Hermano.

### El final de la productora
A finales de los años 1990, solo quedaban de la empresa el nombre y algunas oficinas. Una parte de la productora, que aun pertenecía a la familia Mentasti, fue adquirida por el productor Luis A. Scalella, con la idea de retomar la realización de películas humorísticas del estilo de las que hacía la compañía en la década de 1980 y darle vida otra vez al sello. Adquirió equipos de filmación de última tecnología, mudó sus oficinas del centro de Buenos Aires (Lavalle 1860) al barrio de Belgrano (Echeverría 840/870), y allí junto a sus oficinas instaló un moderno estudio, que habitualmente alquila a diversos programas del medio local y también se usa para sus filmes. Actualmente produce 1 o 2 películas al año.